# Franceschino Boxilio
Franceschino Boxilio (... – 1525) è stato un pittore italiano, originario di Tortona, figlio del maestro Manfredino, quest'ultimo morto il 24 giugno 1496.

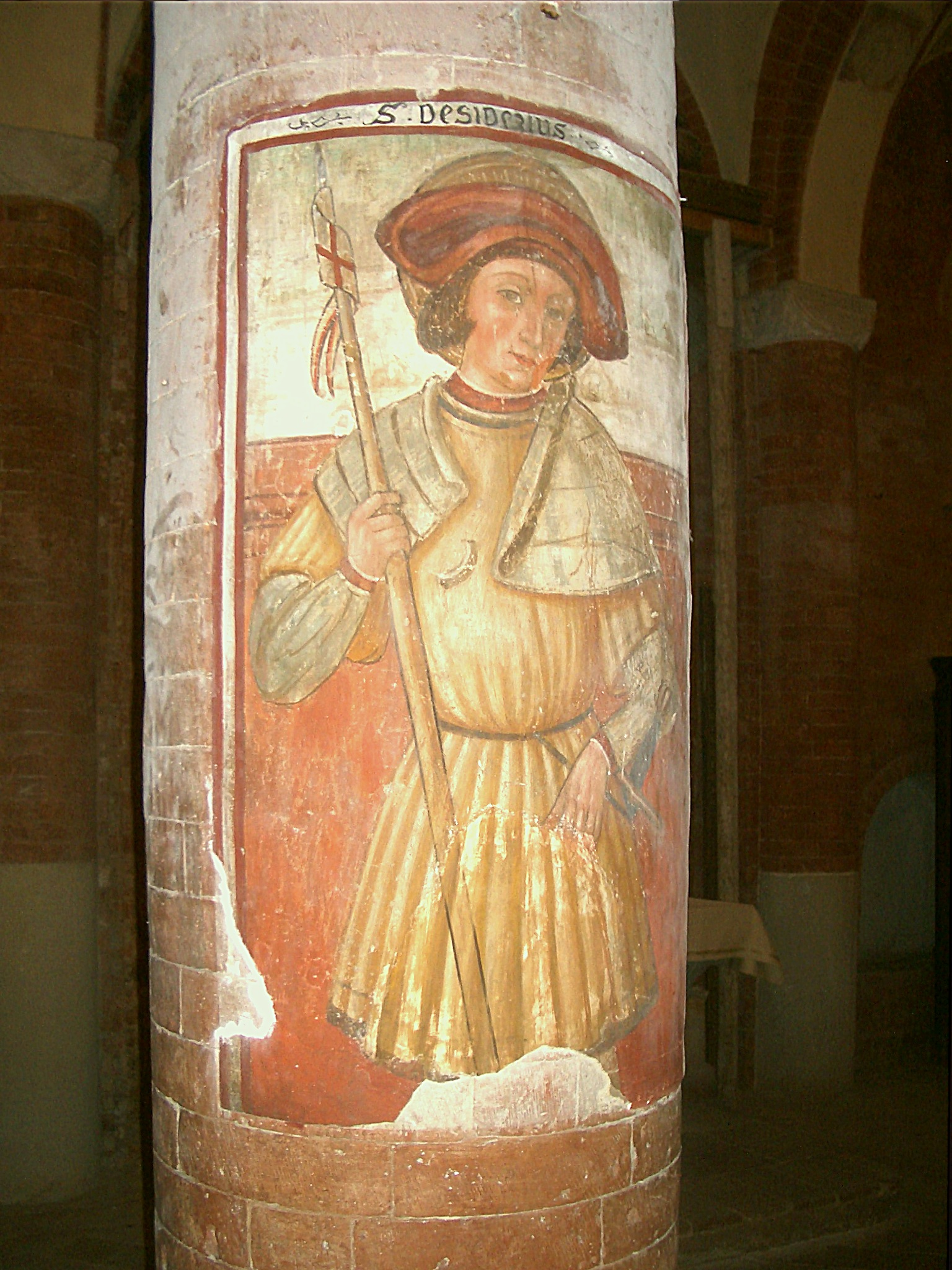
Franceschino Boxilio (?), XV secolo, San Desiderio, affresco

Attivo nella diocesi di Tortona tra la fine del XV secolo e i primi due decenni del XVI, ebbe come riferimento la pittura di Ambrogio da Fossano detto il "Bergognone". Operò presso l'Abbazia di Santa Maria di Rivalta e, 1519, presso l'oratorio dell'Annunciata di Grondona, affrescandovi molti riquadri con figure di santi. 
Un suo trittico, firmato e datato 1507, proveniente dall'Oratorio della Santissima Trinità in Pozzolo Formigaro, è conservato presso la Sala Giunta di Palazzo Ghilini sede della Provincia di Alessandria.